# Rue de Belleville
Die Rue de Belleville ist eine Straße in Paris, die die Grenze zwischen dem 19. (gerade Hausnummern) und dem 20. Arrondissement (ungerade Hausnummern) bildet.

## Lage
Die Straße ist das Zentrum des Quartier de Belleville. Sie war eine der Hauptstraßen im ehemaligen Dorf Belleville, einer Gemeinde im Département Seine, die 1860 nach Paris eingemeindet wurde.

## Namensursprung
Der Name wurde gewählt, da die Straße Hauptstraße der ehemaligen Gemeinde Belleville war.

## Geschichte
Belleville war vor seiner Eingemeindung neben dem Montmartre der höchste Hügel in der Umgebung von Paris. Der Straßenzug bestand schon 1670 unter den Namen «Rue de Paris» und «Rue du Parc».
Auf der Höhe der heutigen Metrostation Belleville gelegen, trennte die Mauer der Generalpächter an der Spitze der Rue du Faubourg-du-Temple die Basse Courtille in Paris von der Haute Courtille außerhalb von Paris. La Courtille war früher ein Pariser Vergnügungsviertel. Da es außerhalb der Zollmauern lag, waren Speisen und Getränke hier billiger. Solche Einrichtungen gab es auch an anderen Zollstationen, doch die von Belleville war die berühmteste wegen der Vielfalt und der Qualität der Cabarets.
Ab 1822 war die Rue de Belleville 40 Jahre lang die Kulisse für ein besonderes Spektakel: Der berühmte Karnevalsumzug Descente de la Courtille am Morgen des Aschermittwochs. Er führte bis zum Seineufer. Als Paris 1860 die Gemeinde Belleville eingliederte, kam diese Tradition zum Erliegen. Nachdem die Zollschranken fielen, waren die Preise in La Courtille nicht mehr attraktiv und das Vergnügungsviertel verschwand allmählich.

Rue de Belleville
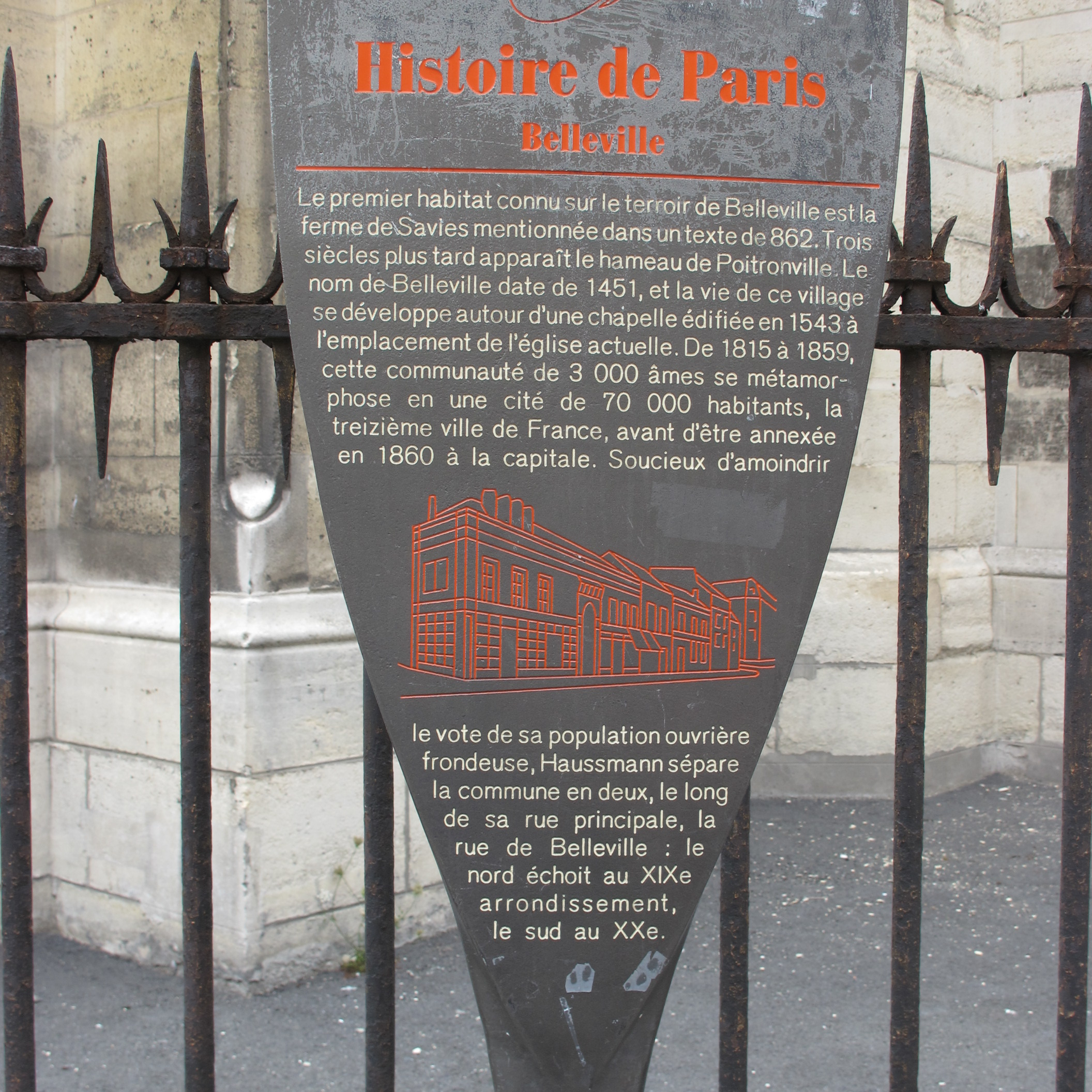
Hinweistafel zur Geschichte von Belleville
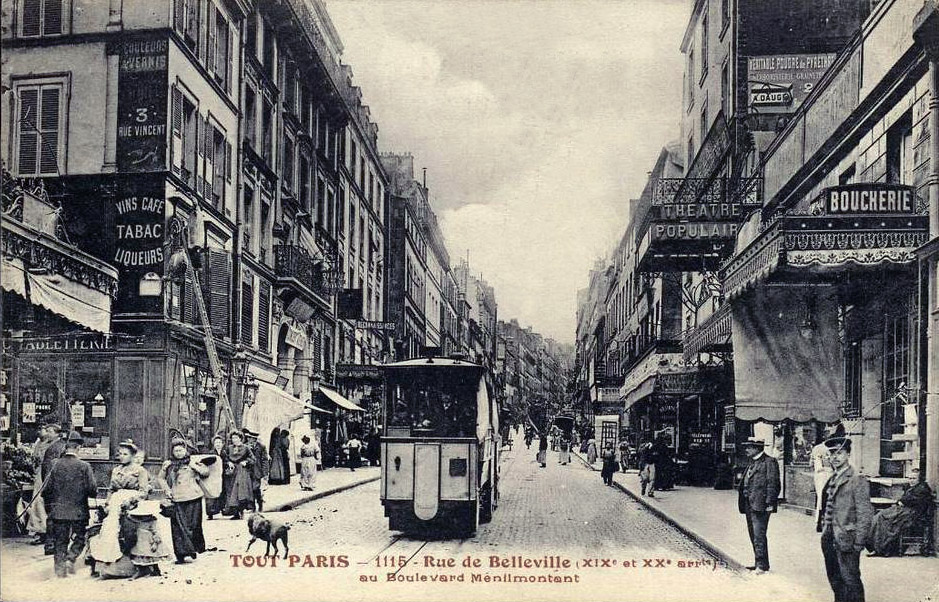
Die Tramway funiculaire de Belleville, 1891 bis 1924
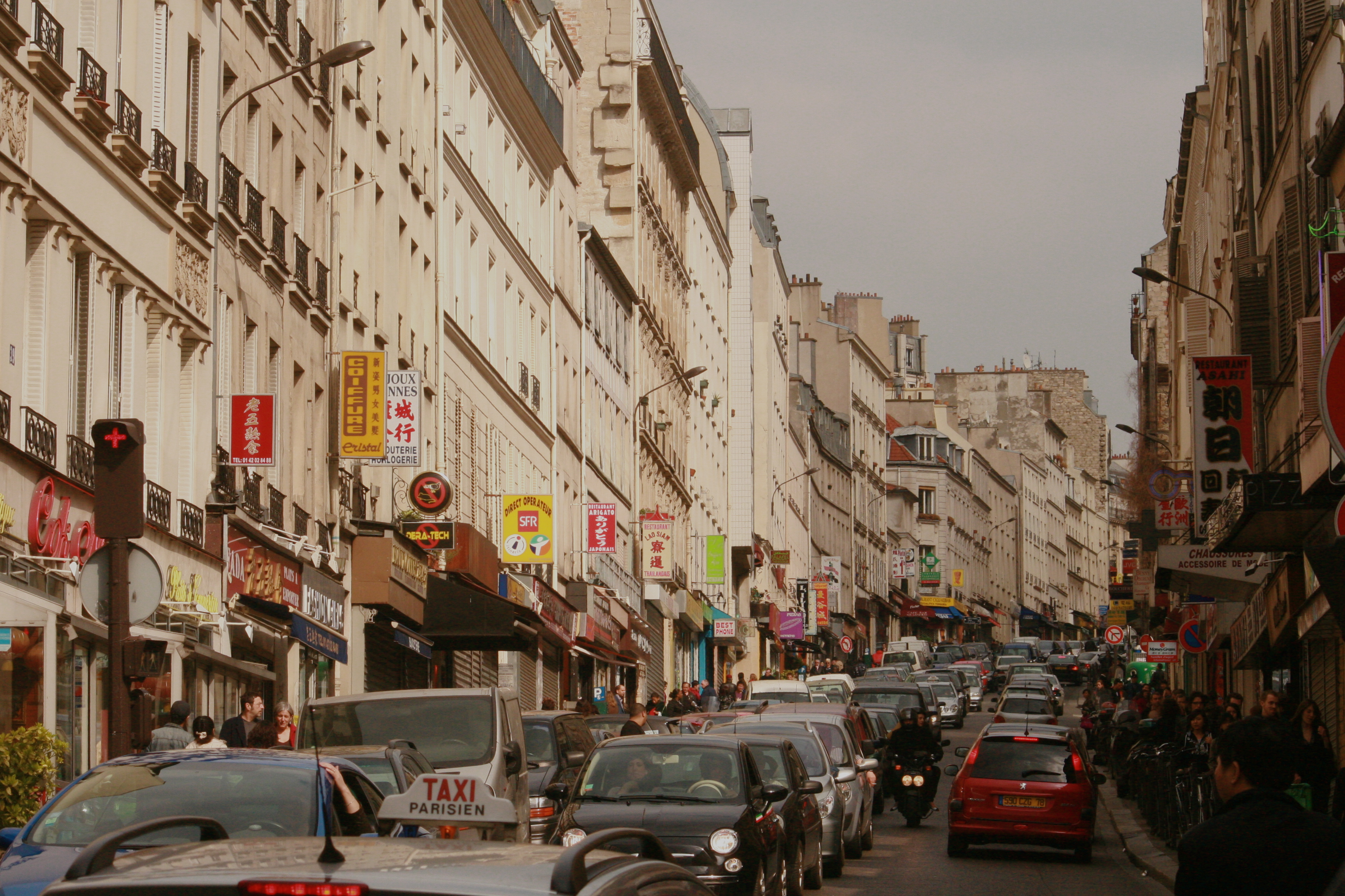
Verkehrsstau in der Straße
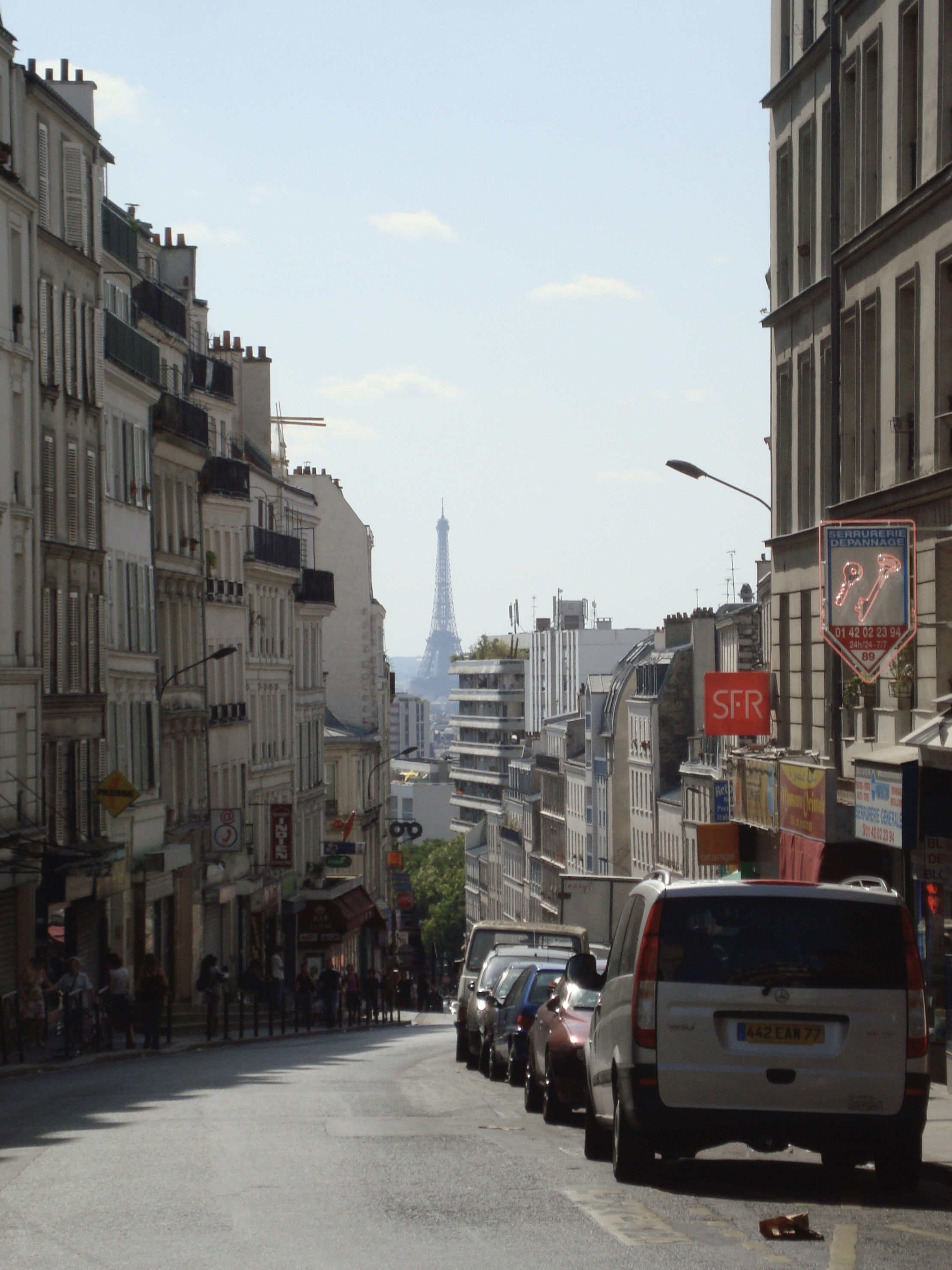
Sicht auf den Eiffelturm
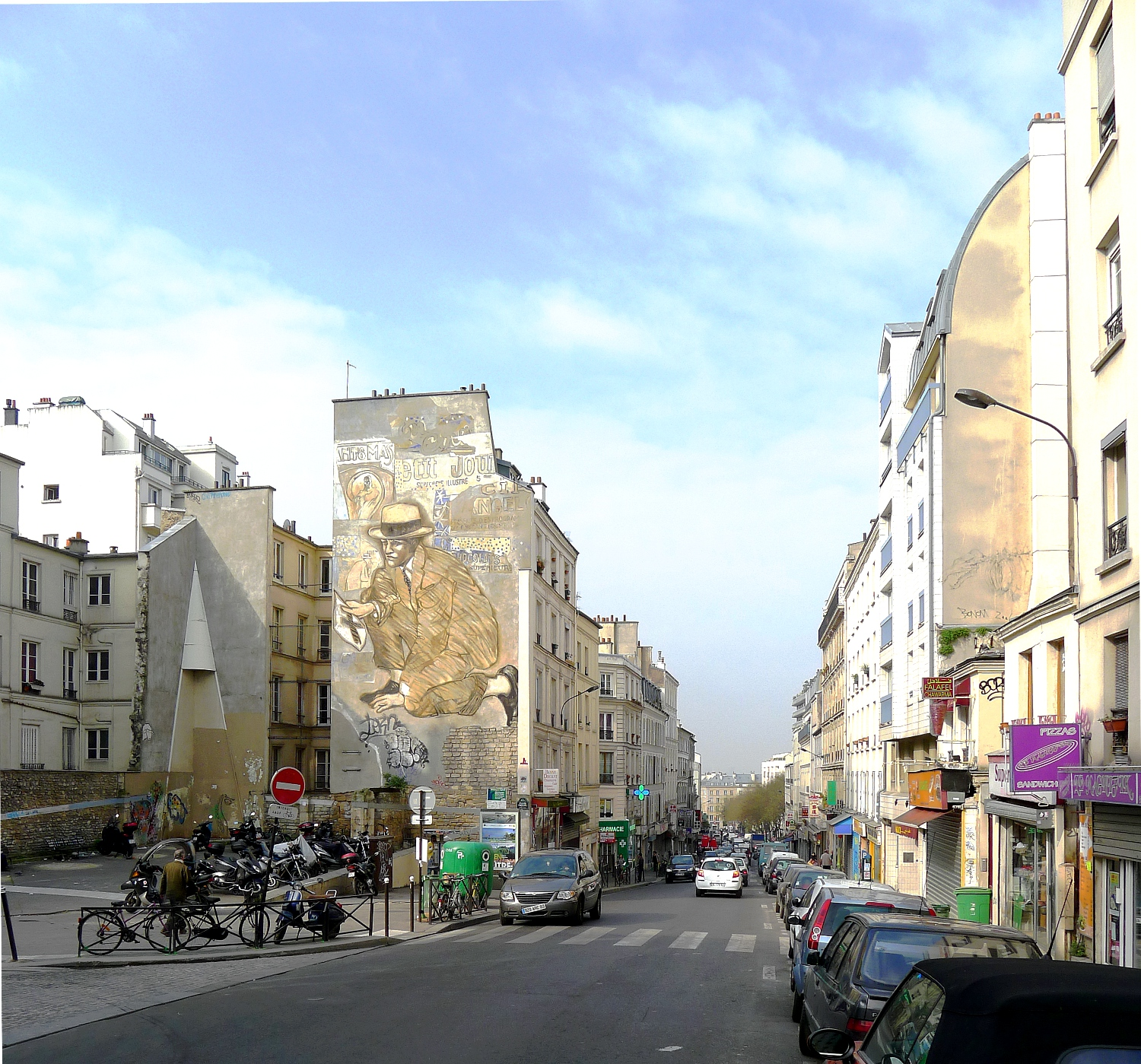
Rue de Belleville am Place Fréhel

## Sehenswürdigkeiten
- Nr. 72: Eine Gedenktafel markiert die vermutete Stelle, an der am 19. Dezember 1915 die Chanteuse Édith Piaf geboren worden sein soll.[4]
- Nr. 85: Eine Gedenktafel erinnert an den Standort der Werkstatt von Maurice Arnoult, Schuhmacher aus Belleville und Gerechter unter den Völkern.[5]
- Nr. 92: Eingang zum Cour de la Métairie[6]
- Nr. 139: Église Saint-Jean-Baptiste de Belleville
- Nr. 250: Cimetière de Belleville, in diesem Bereich eine öffentliche Anlage (Square Belleville-Télégraphe) gefolgt von der Friedhofsmauer. Der Friedhof liegt dahinter, in der Rue du Télégraphe.

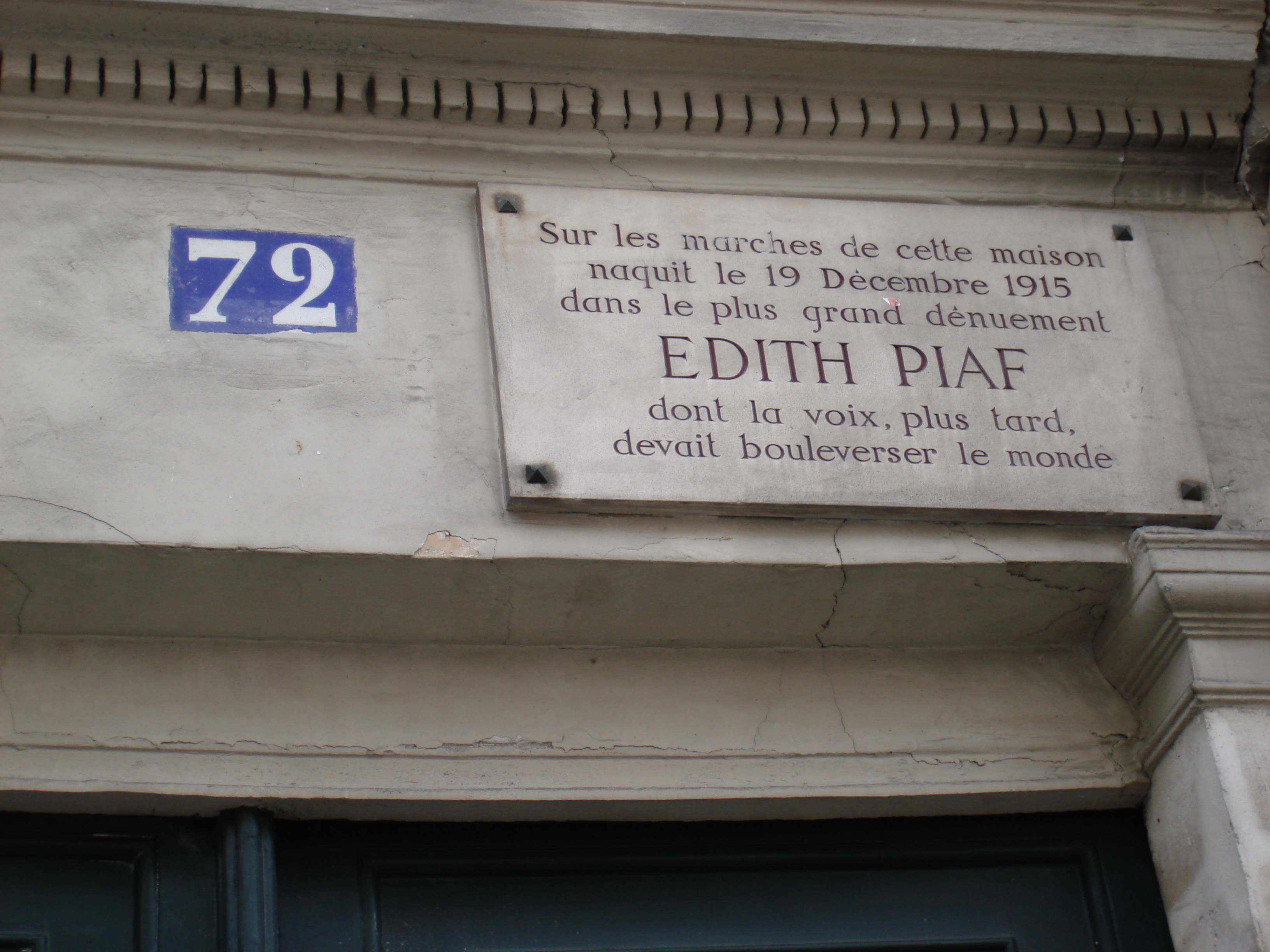
Geburtsort von Édith Piaf, 72 Rue de Belleville.
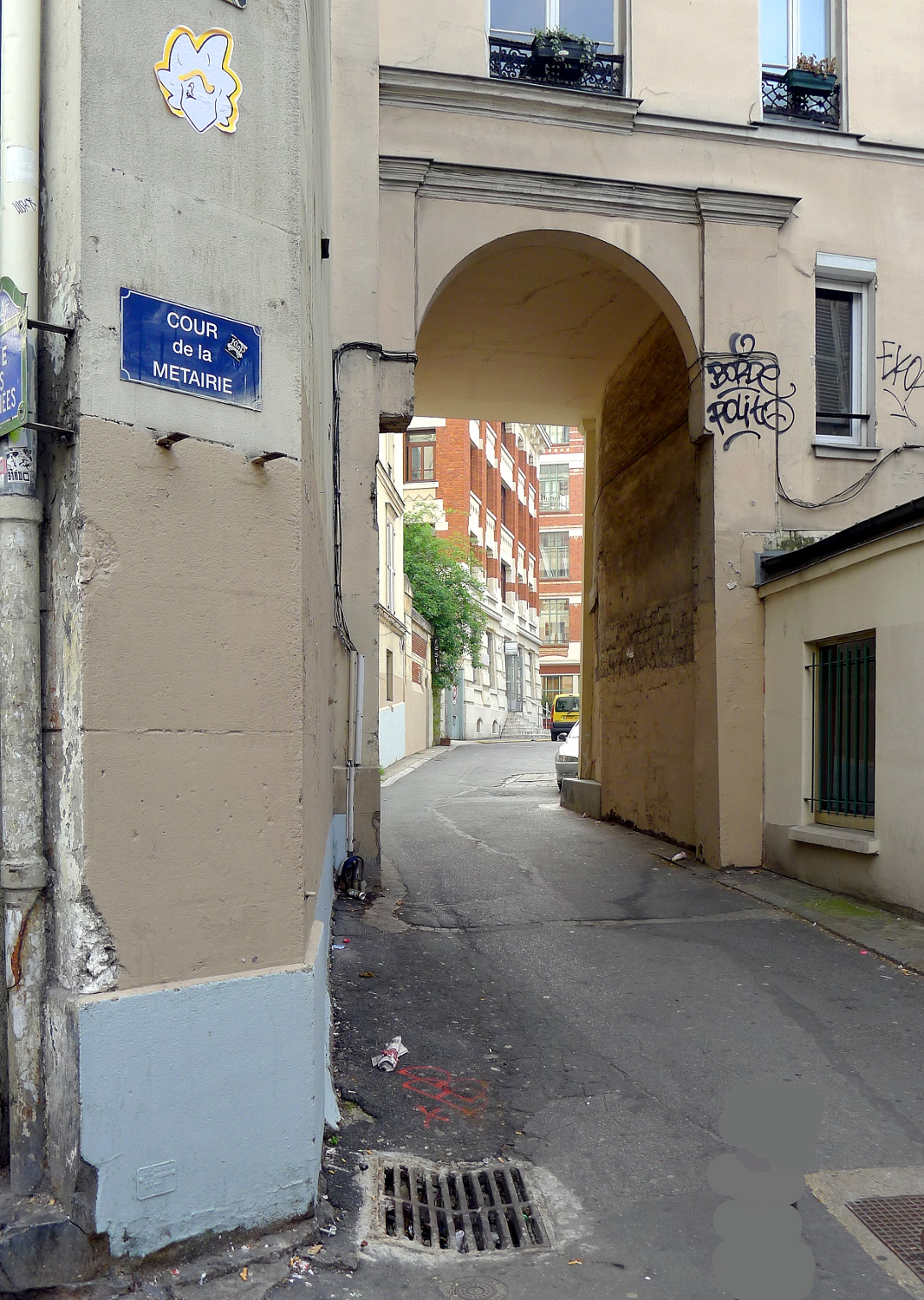
Eingang zum Cour de la Métairie, Nr. 92
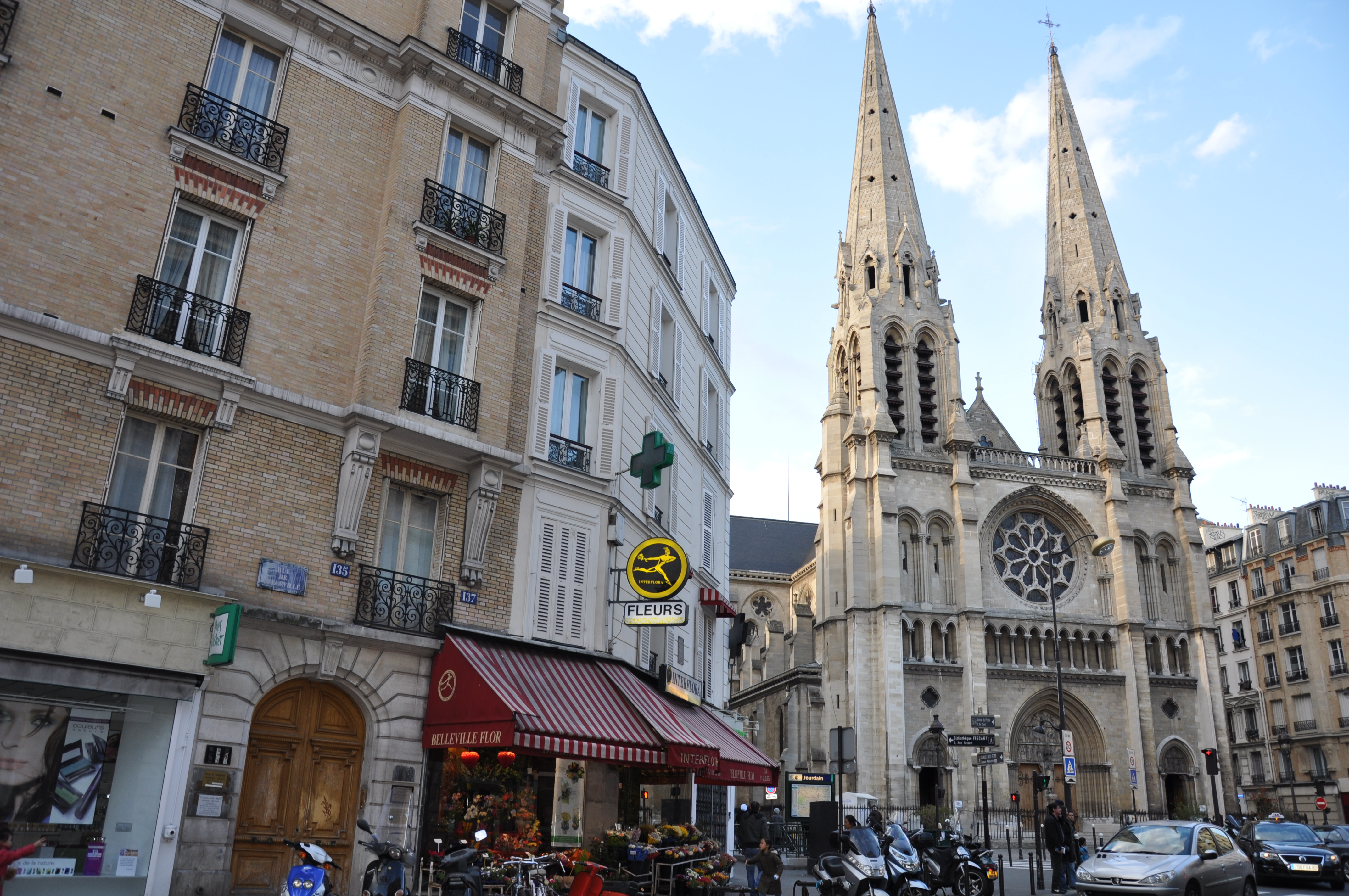
Église Saint-Jean-Baptiste de Belleville.
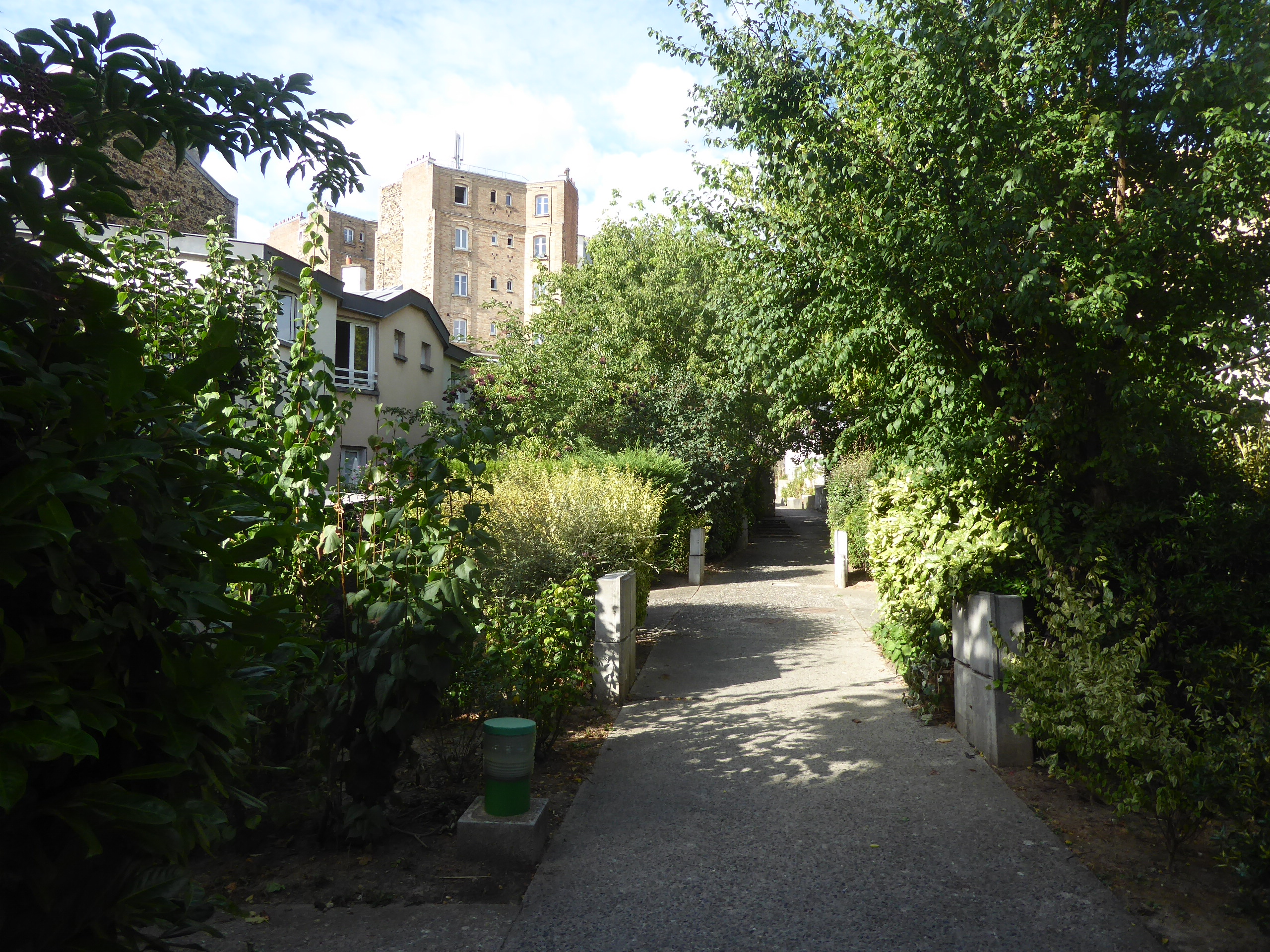
Domaine des ehemaligen Couvent des moines de Picpus, Nr. 160
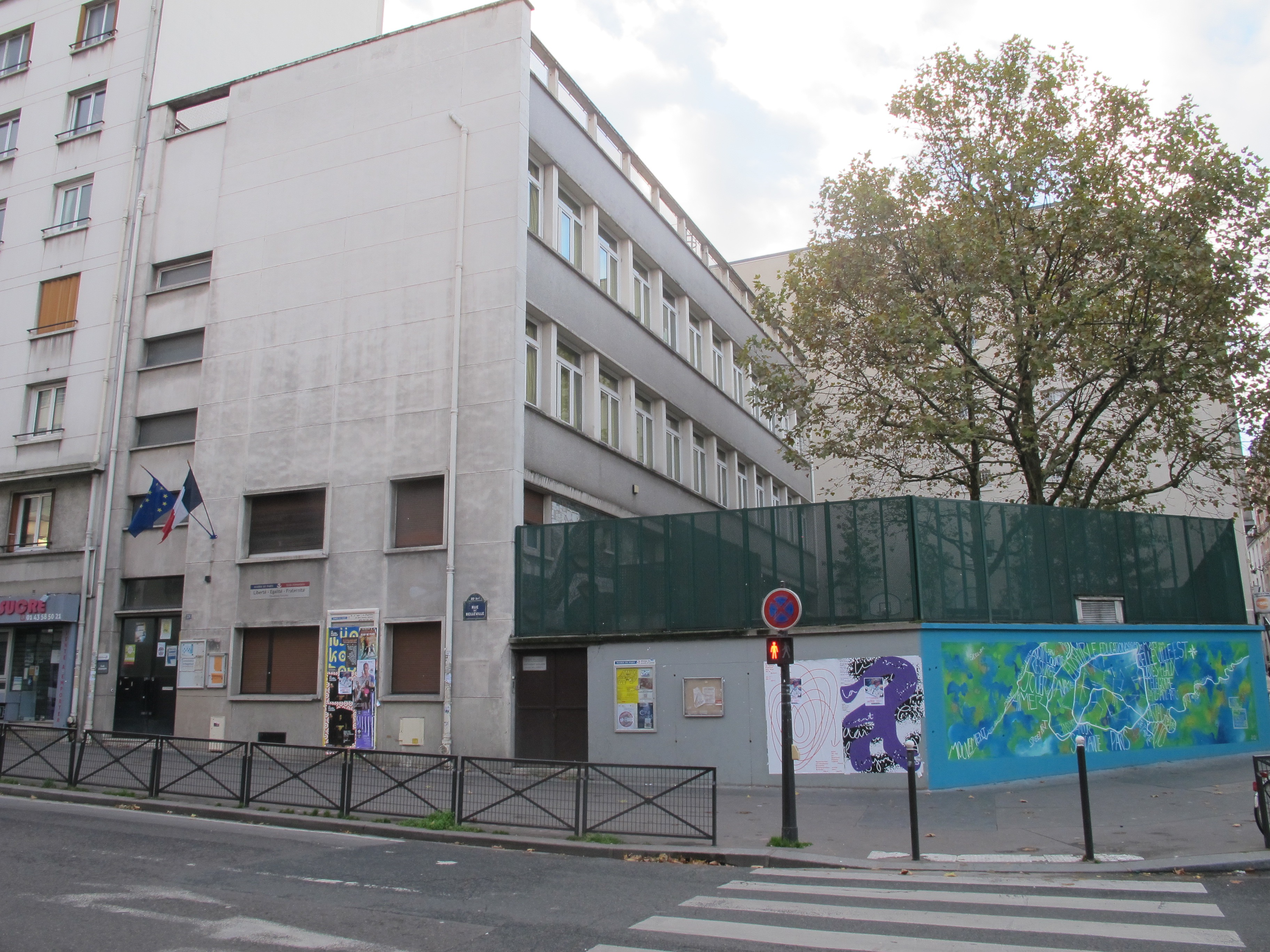
Grundschule, Nr. 236

### Die Waschhäuser der Rue de Belleville
In der Straße gab es früher mindestens drei Waschhäuser. Sie werden 1887 in der Berichterstattung über das Fête de la Mi-Carême (deutsch Fest zur Mitte der Fastenzeit) im Le Petit Journal erwähnt:
- Nr. 15: lavoir de l’Espérance
- Nr. 32: lavoir Ancien (Name des Eigentümers)
- Nr. 43: lavoir Sainte-Catherine
- Nr. (unbekannt): lavoir Saint-Jean